# Dixon Lane-Meadow Creek
Dixon Lane-Meadow Creek – jednostka osadnicza w Stanach Zjednoczonych, w stanie Kalifornia, w hrabstwie Inyo.